# Dhilwan-Bus-Massaker
Das Dhilwan-Bus-Massaker im Jahr 1983 war ein Massaker an sechs Hindus durch Sikh-Extremisten während des Khalistan-Aufstands im Punjab. Es ereignete sich am 5. Oktober 1983, als in Dhilwan im nördlichen indischen Bundesstaat Punjab ein Bus, der von Dhilwan im Distrikt Kapurthala nach Jalandhar fuhr, von militanten Sikhs angegriffen und sechs hinduistische Passagiere erschossen wurden.

## Vorfall
Offiziellen Berichten zufolge forderten die Sikh-Terroristen die 20 Passagiere an Bord auf, ihre Religionszugehörigkeit anzugeben, stellten anschließend sieben Hindu-Männer auf und erschossen sie.  Zwei hinduistische Passagiere, ein 16-Jähriger und seine Mutter, blieben verschont.

## Nachwirkungen
Die 1980er und 1990er Jahre werden im Punjab oft als dunkle Tage bezeichnet, da die Gewalt seitens der Pro-Khalistan-Sikh-Kämpfer sowie der Punjab-Polizei, die im Umgang mit dem bewaffneten Khalistan-Aufstand einen harten Ansatz verfolgte, weit verbreitet war. Im Juni 1984 wurde von Premierministerin Indira Gandhi die Operation Blue Star, eine indische Militäroperation, angeordnet, um den pro-Khalistan-militanten Religionsführer Jarnail Singh Bhindranwale und seine bewaffneten Anhänger aus dem Goldenen Tempel in Amritsar, Punjab, zu vertreiben. Am 31. Oktober 1984 wurde Indira Gandhi in Neu-Delhi von ihren beiden Sikh-Sicherheitsleuten als Vergeltung für die Operation Blue Star ermordet. Das Attentat löste 1984 die Anti-Sikh-Unruhen in Neu-Delhi aus, bei denen zahlreiche Sikhs getötet wurden. Im Juni 1985 stürzte der Air-India-Flug 182 auf dem Weg von Montréal, Kanada, nach London über dem Atlantischen Ozean infolge der Explosion eines Sprengsatzes, den pro-khalistanische Sikh-Kämpfer an Bord gebracht hatten, ab. Alle Passagiere an Bord kamen ums Leben.
Darüber hinaus wurde im August 1995 der Ministerpräsident von Punjab bei einem Selbstmordattentat getötet, für das die Pro-Khalistan-Gruppe Babbar Khalsa die Verantwortung übernahm. Während die Pro-Khalistan-Kämpfer in der früheren Zeit eine gewisse Unterstützung in der Sikh-Gemeinschaft des Punjab genossen, verschwand diese Unterstützung allmählich. Mit einer schwächelnden Wirtschaft, schwindender Unterstützung und zunehmenden Einsätzen der indischen Sicherheitskräfte endete die Militanz im Punjab Mitte der 1990er Jahre faktisch.